# أندرو س. بورتر
أندرو س. بورتر (بالإنجليزية: Andrew C. Porter)‏ هو عالم نفس أمريكي، ولد في 10 يوليو 1942.